# Školní kaple

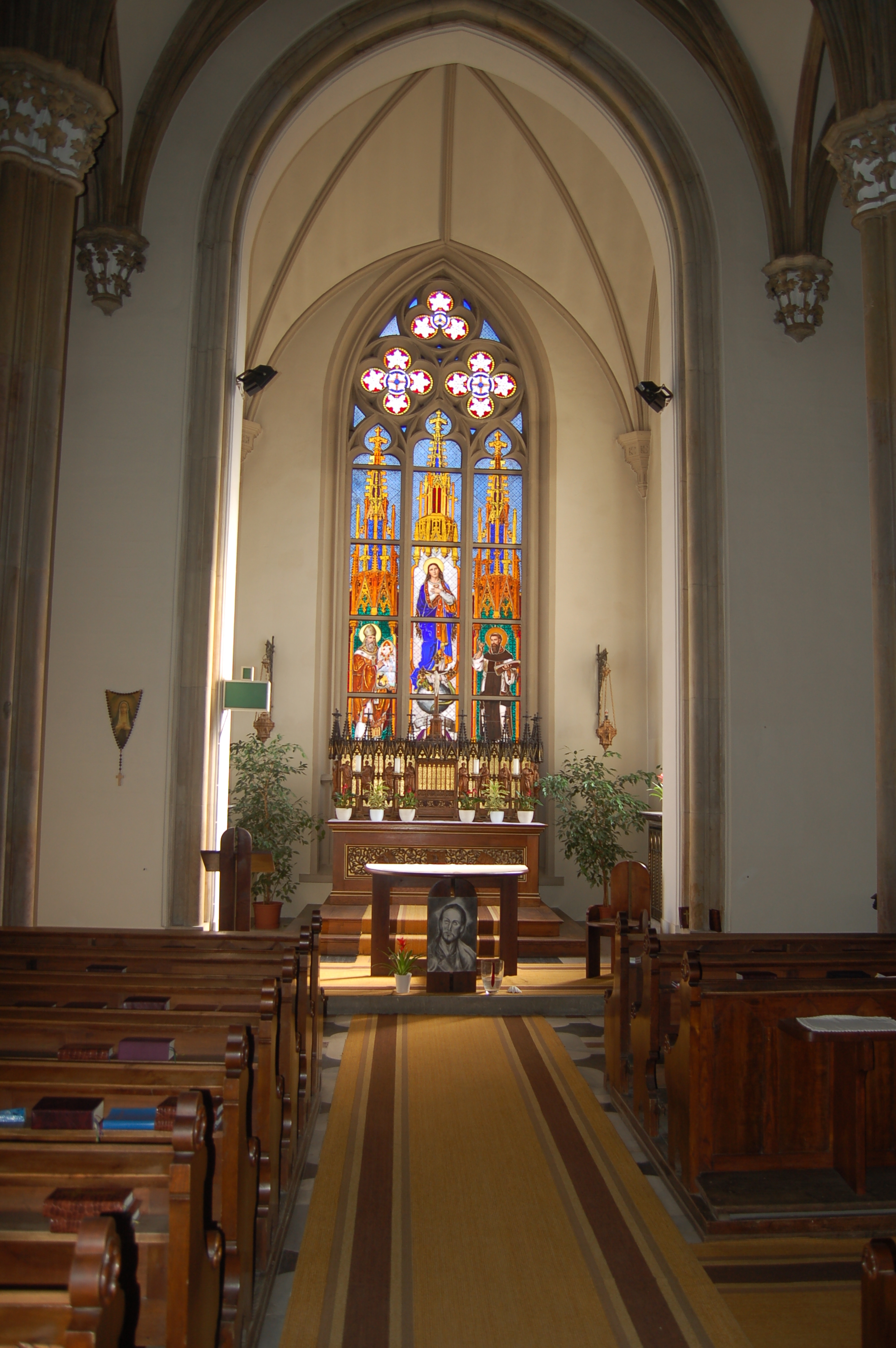
Kaple Neposkvrněného početí Panny Marie Arcibiskupského gymnázia v Kroměříži.

Školní kaple bývala pravidelnou součástí školních budov postavených před první světovou válkou. V českých zemích byly později (po vzniku samostatného Československa, během první republiky nebo až po nástupu komunistického režimu) zpravidla přeměněny na aulu, popřípadě tělocvičnu, přednáškovou síň, kreslírnu nebo divadelní sál. Po roce 1989 došlo k jejich zřízení nebo obnovení povětšinou jen u církevních škol.